# Микс, Том
Томас Эдвин (Том) Микс (англ. Thomas Edwin "Tom" Mix, урожд. Томас Хезикия Микс, англ. Thomas Hezikiah Mix; 6 января 1880 — 12 октября 1940) — американский актёр вестернов эпохи немого кино.

## Биография
В возрасте 18 лет записался добровольцем в американскую армию, но не принял участие в шедшей тогда Испано-американской войне. Впервые снялся в кино в 1909 году. До 1917 работал на голливудскую студию Selig Polyscope, где создал свой фирменный образ ковбоя. За этот период Микс принял участие более чем в ста фильмах. После закрытия Selig Polyscope он вместе со своей женой, актрисой Викторией Форди, подписал контракт с Fox Film Corporation, где проработал ещё несколько лет. В 1930-е Микс снялся в нескольких звуковых фильмах. В 1940 году погиб в автокатастрофе, налетев на своем Cord 812 на бетонное ограждение.

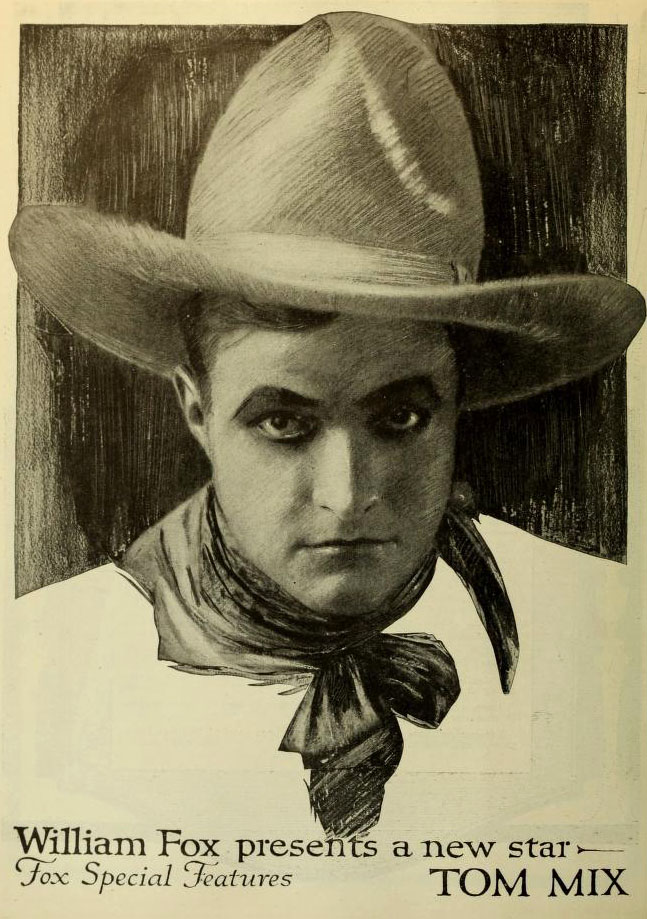
Реклама (1917)
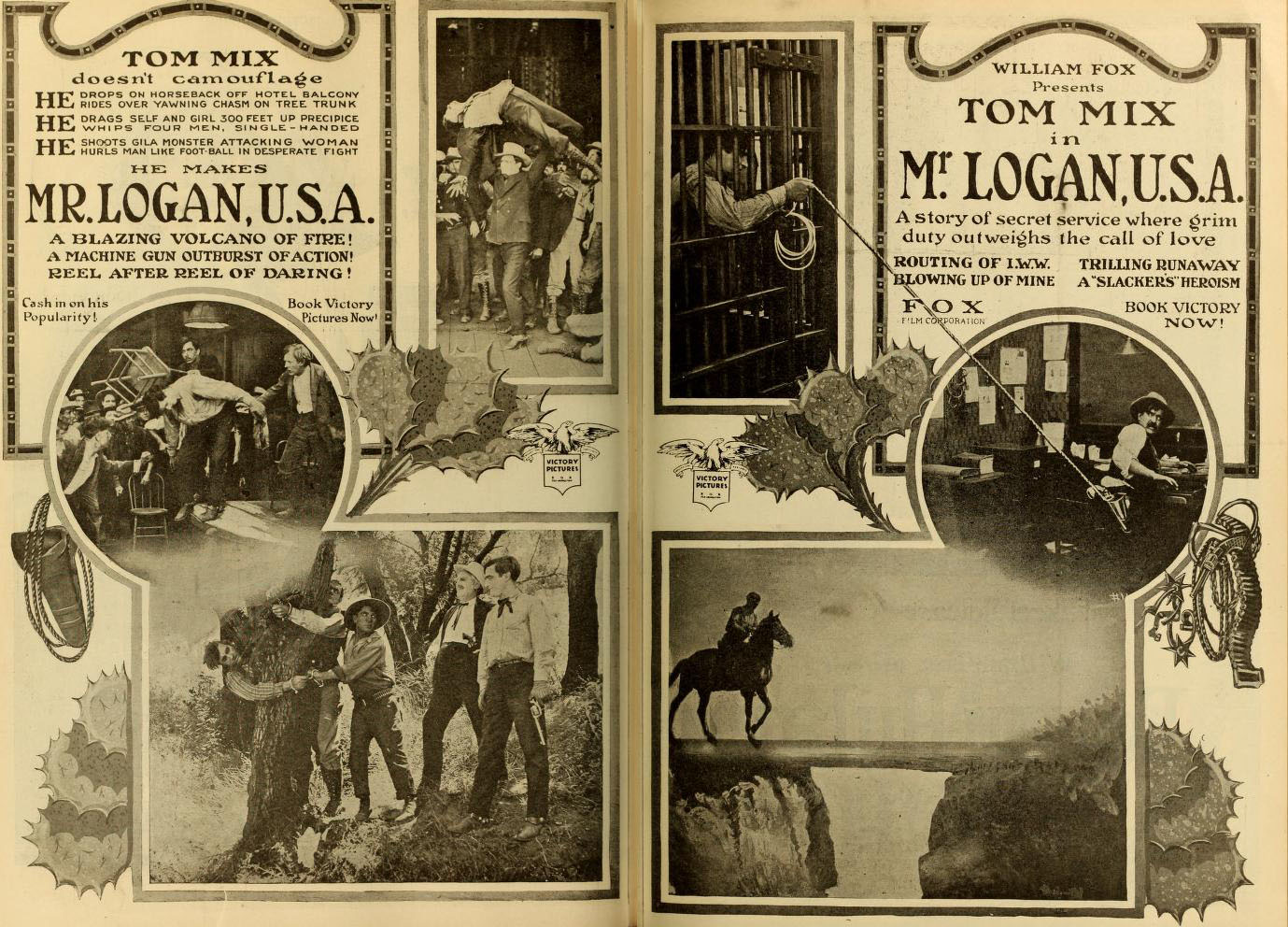
Mr. Logan, U.S.A. (1918)
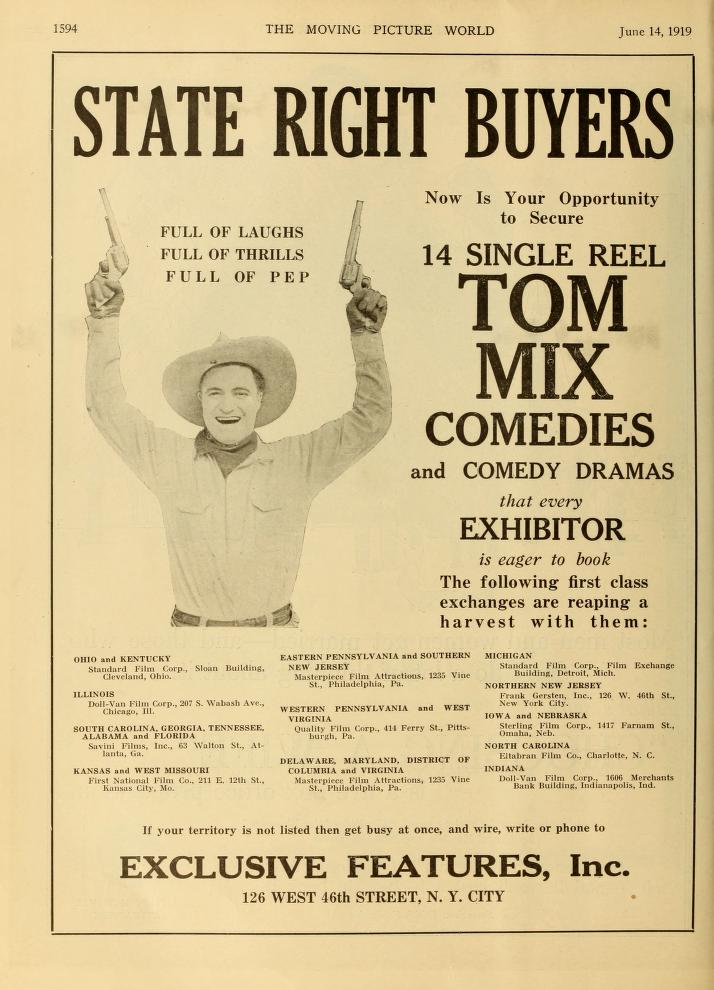
Реклама (1919)
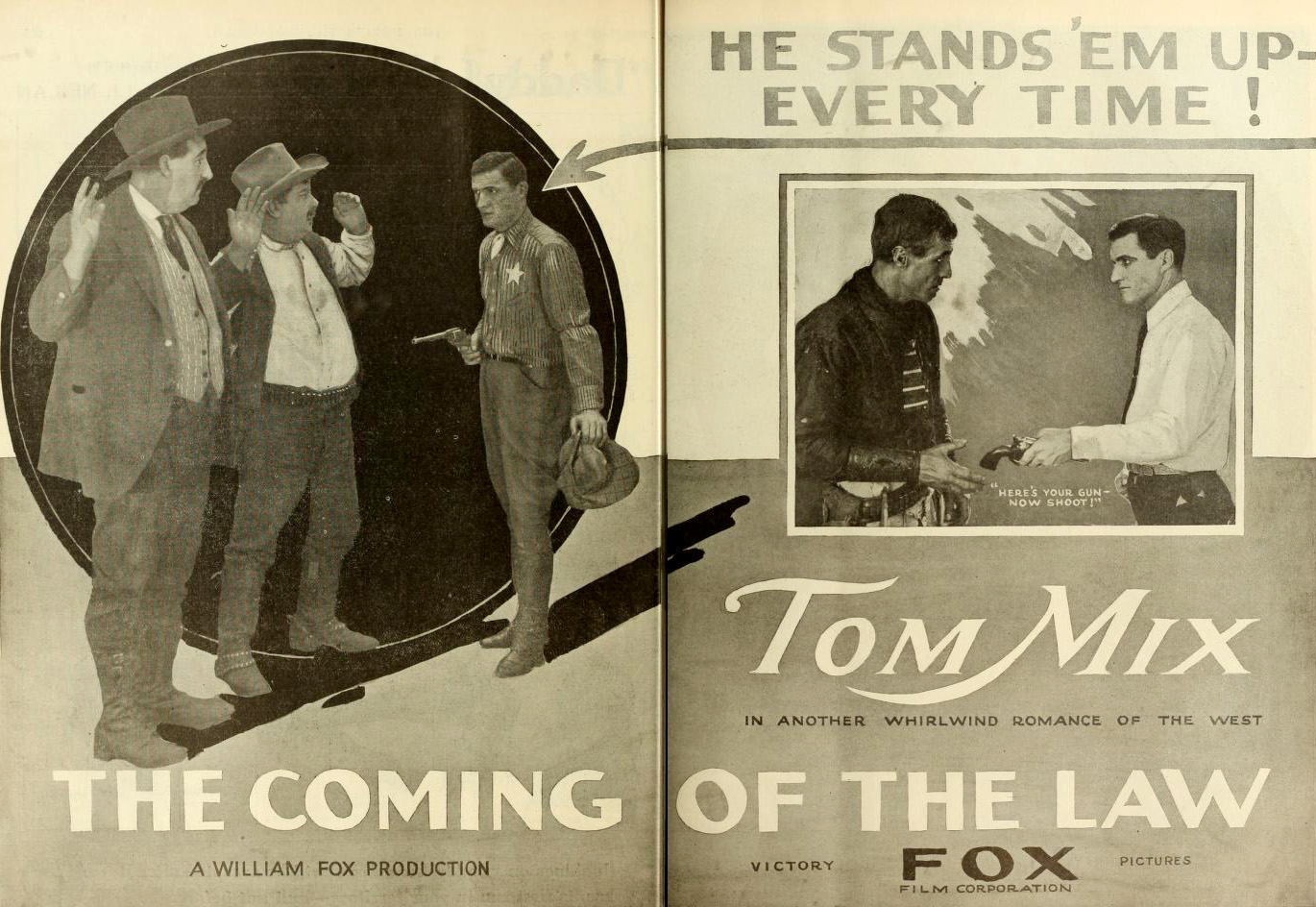
The Coming of the Law (1919)

## Наследие и признание

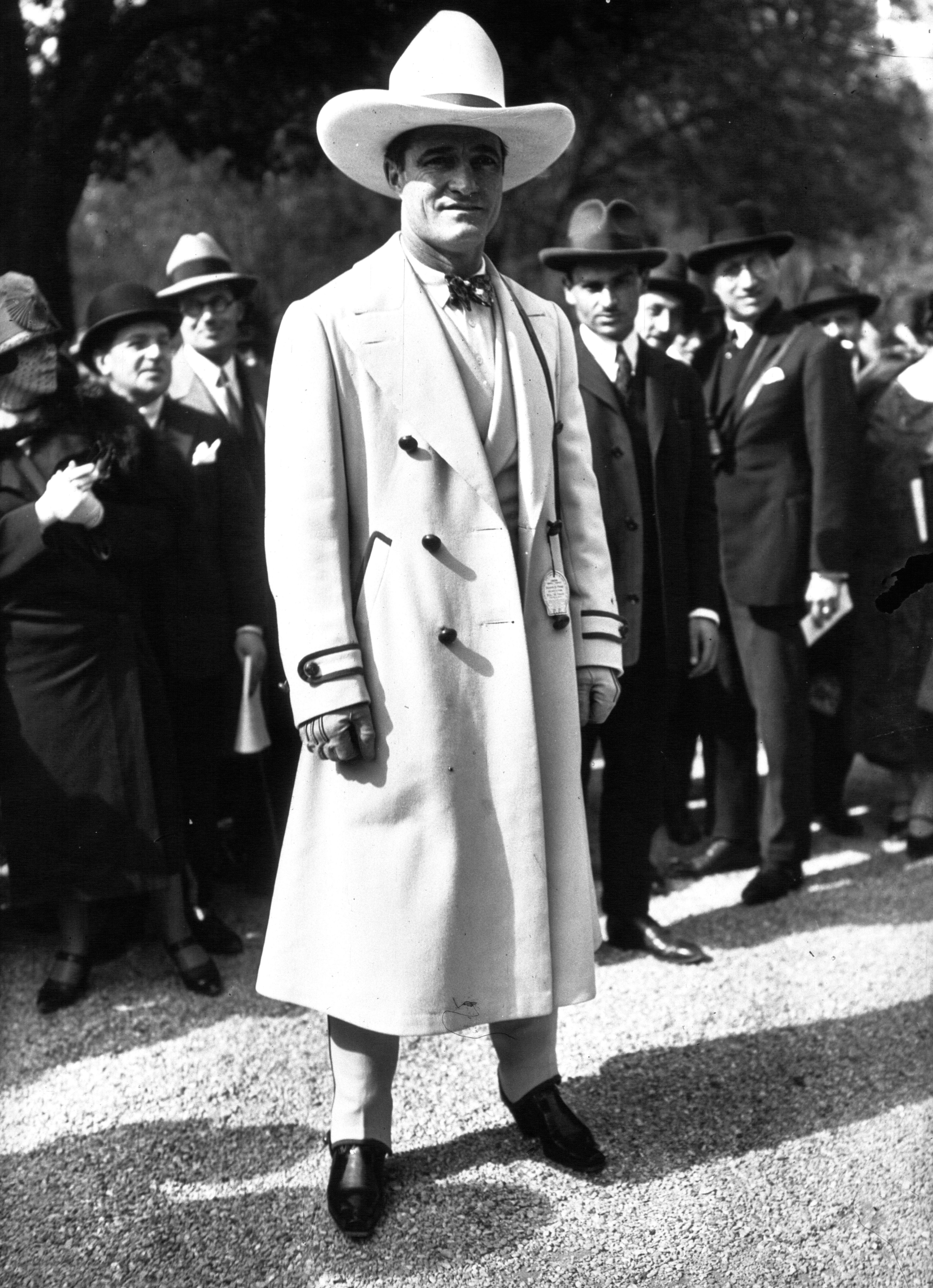
Tom Mix 1925

За свою менее чем тридцатилетнюю карьеру Том Микс успел сняться более чем в трёхстах фильмах. Он также числится режиссёром более чем ста картин и сценаристом восьмидесяти пяти. По крайней мере 250 из этих лент (по подсчётам IMDb) принадлежат к жанру вестерн. Фильмы с участием Микса были известны, в частности, трюками, которые актёр выполнял сам на своём коне Тони. Образ, созданный Миксом, был чрезвычайно известен в США. Актёра называли «королём ковбоев», он упоминается во многих позднейших произведениях массовой культуры, включая появление портрета актёра на обложке легендарного альбома Sgt. Pepper's Lonely Hearts Club Band группы The Beatles.
На Голливудской «Аллее славы» есть звезда, открытая в честь Микса. В Дьюи, штат Оклахома, существует музей, посвящённый актёру.